# Salomée Halpir
Regina Salomea Rusiecka, més coneguda com a Salomée Halpir, (Navahrudak, Gran Ducat de Lituània, 1718 - ?, després de 1760) fou una metgessa i oftalmòloga lituana. Es va casar a catorze anys amb l'oftalmòleg Jakub Halpir. Es traslladaren a Constantinoble (Istanbul) on va estudiar medicina i va ajudar al seu marit. Va viatjar a Sant Petersburg, Viena, a través de Silèsia i els Balcans, practicant medicina en diverses ciutats turques, poloneses i austríaques. Cap a 1760 va escriure les seves memòries, Proceder podrozy i zycia mego awantur (Els viatges i les aventures de la meva vida).